# Bagnoles de l’Orne Normandie
Bagnoles de l’Orne Normandie ist eine französische Gemeinde mit 2.698 Einwohnern (Stand 1. Januar 2022) im Département Orne in der Region Normandie. Sie gehört zum Arrondissement Lisieux und zum Kanton Bagnoles de l’Orne Normandie.
Sie entstand mit Wirkung vom 1. Januar 2016 als Commune nouvelle durch die Zusammenlegung der bisherigen Gemeinden Bagnoles-de-l’Orne und Saint-Michel-des-Andaines, die in der neuen Gemeinde den Status einer Commune déléguée haben. Der Verwaltungssitz befindet sich im Ort Bagnoles-de-l’Orne.

## Gliederung
| Ortsteil                             | ehemaliger INSEE-Code | Fläche (km²) | Einwohnerzahl zum 1. Januar 2022 |
| ------------------------------------ | --------------------- | ------------ | -------------------------------- |
| Bagnoles-de-l’Orne (Verwaltungssitz) | 61483                 | 9,26         | 2.385                            |
| Saint-Michel-des-Andaines            | 61431                 | 6,44         | .0313                            |